# Accident aérien de Courtrai
L'accident aérien de Courtrai est le crash d'un Mikoyan-Gourevitch MiG-23 de l'Armée soviétique au sud de Bellegem, près du finage de Kooigem, près de Courtrai, en Belgique, le 4 juillet 1989. Après avoir parcouru 900 km sans pilote, il provoque un mort au sol lors du crash,. Cet accident militaire provoque une crise diplomatique entre l'URSS et la Belgique, dans le cadre de la guerre froide.

## Déroulement de l'accident
L'accident a pour origine un vol d'entraînement de routine le 4 juillet 1989. Le colonel Nicolaï Skouridine, pilote des Forces aériennes soviétiques, décolle de la base aérienne de Kołobrzeg, située sur le territoire polonais (alors République populaire de Pologne en 1989).
Peu après le décollage, l'avion est à 300 mètres d'altitude et 300 kilomètres par heure, le moteur s'arrête. Le pilote obtient immédiatement la permission de s'éjecter, ce qu'il fait mais en dirigeant son avion vers la mer, en donnant un coup de palonnier à droite. Cependant, le turboréacteur redémarre. Il est équipé d'un système de récupération automatique de décrochage compresseur et c'est cet équipement qui a fonctionné de manière intempestive. L'aéronef reste en l'air, volant grâce au pilote automatique en direction de l'ouest,.

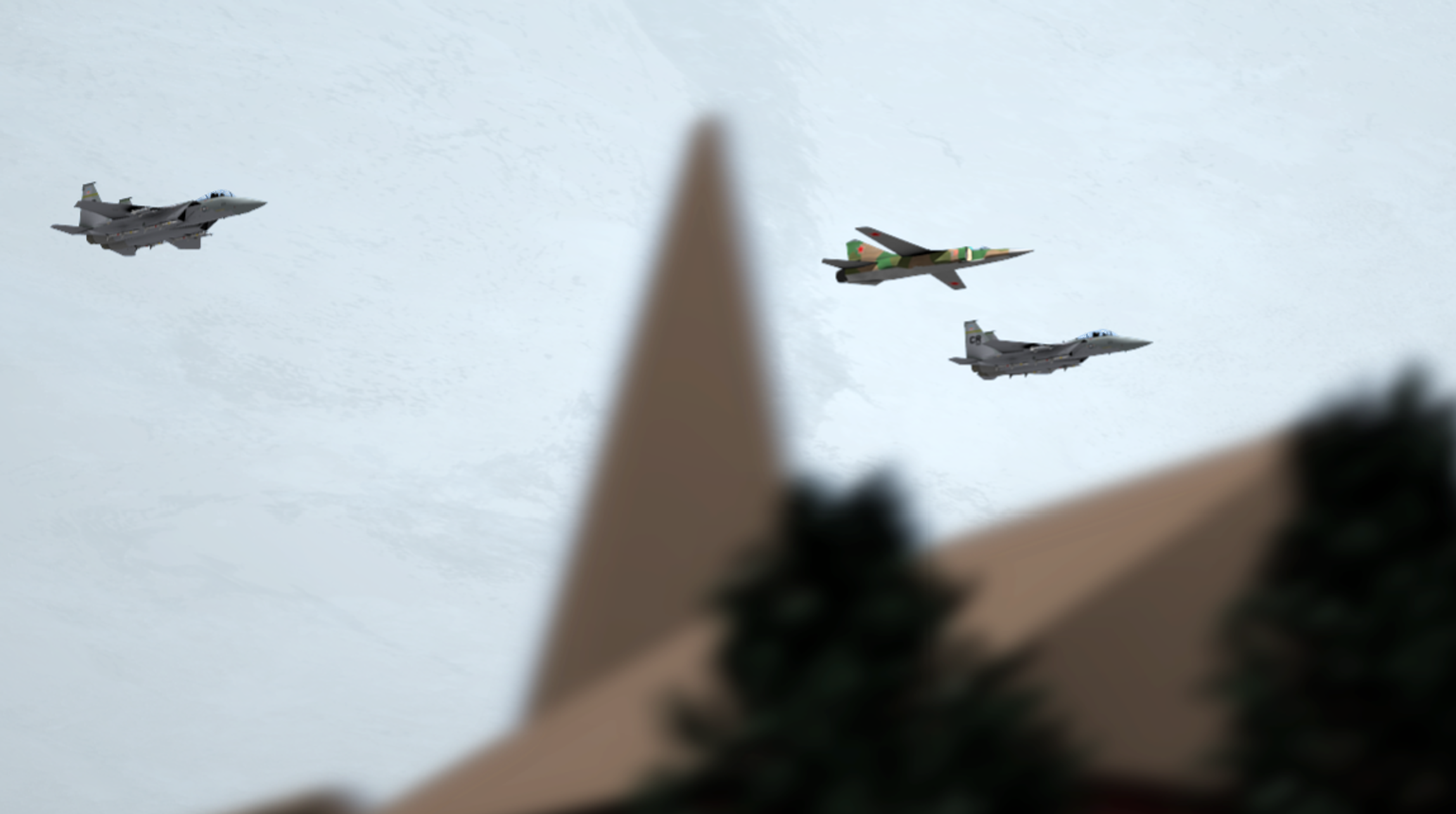
Deux F-15 Eagle américains pourchassant le MiG-23 sans pilote (vue d'artiste).

Le MiG-23 sans pilote quitte l'espace aérien polonais, traverse l'espace aérien est-allemand, et pénètre l'espace aérien ouest-allemand, où il est intercepté par une patrouille de McDonnell Douglas F-15 Eagle de l'US Air Force décollant de Soesterberg Air Base. Les pilotes des F-15 Eagle signalent que l'aéronef est dépourvu de pilote : « Il n'y a décidément pas de pilote dans l'avion ». Ce dernier continue sa trajectoire vers l'espace aérien néerlandais puis belge, les pilotes des avions intercepteurs n'obtenant pas l'autorisation de l'abattre par crainte des dégâts au sol, l'avion survolant une zone densément peuplée.
L'Armée de l'air française est également mise en état d'alerte : les Mirage F1 C sont armés et obtiennent le feu vert pour détruire l'aéronef s'il pénètre sur le territoire français. À court de carburant après un vol d'environ 900 kilomètres, il s'écrase finalement sur une maison près de Courtrai, en Belgique, tuant un jeune homme de 19 ans du nom de Wim Delaere,.

## Réactions de la Belgique et suites
Bien que les relations entre le bloc de l'Ouest et le bloc de l'Est se soient détendues et normalisées à la suite de l'arrivée au pouvoir de Mikhaïl Gorbatchev en URSS, en 1985, l'accident marque une perte de confiance dans les relations Est-Ouest.
Le gouvernement belge fait ainsi part, le 6 juillet 1989, de ses protestations officielles fermes à l'URSS au sujet de l'absence d'avertissement de la part du gouvernement soviétique concernant les problèmes qu'auraient pu poser l'aéronef à la population civile. Le ministre belge des Affaires étrangères, Mark Eyskens, a exprimé « avoir été particulièrement perturbé par le fait qu'entre le moment où le MiG-23 a été repéré par les radars de l'OTAN et celui où il s'est écrasé, plus d'une heure plus tard, aucun signe d'avertissement ne soit venu du côté soviétique » et « qu'il y avait également une lenteur remarquable de la part des Soviétiques pour indiquer si l'aéronef était porteur ou non d'armes nucléaires ou chimiques ».
Le 5 juillet 1989, Mikhaïl Gorbatchev, alors en visite à Paris, présente ses condoléances à propos de l'accident : « Je le regrette. Les Belges le savent, connaissent les causes de l'accident et nous leur avons transmis nos condoléances. Ce genre d'incident peut arriver, mais il vaut mieux les éviter ».
L'ambassadeur de l'URSS en Belgique affirme également que son pays indemniserait totalement la Belgique, tant pour les dommages matériels que moraux entraînés par le crash du MiG-23. Le 11 juillet 1989, une commission d'enquête soviétique composée de 11 membres chargée d'élucider l'événement visite l'endroit où l'appareil s'est écrasé à Bellegem, à proximité de Kooigem. Finalement les soviétiques payèrent 685 000 $ d'indemnisation à la Belgique, à la famille et aux riverains, soit vingt-cinq millions de francs belges ou 620 000 €. Le colonel Nikolai Skuridine présenta ses condoléances à la famille de la victime.[réf. nécessaire]